# ناحیه مغیله
ناحیه مغیله (به عربی: دائرة مغیلة) یک ناحیه در الجزایر است که در استان تیارت واقع شده‌است.